# Berghems socken
Berghems socken i Västergötland ingick i Marks härad, ingår sedan 1971 i Marks kommun och motsvarar från 2016 Berghems distrikt.
Socknens areal är 39,37 kvadratkilometer varav 36,78 land. År 2000 fanns här 856 invånare.  Tätorten Berghem med sockenkyrkan Berghems kyrka ligger i socknen.   

## Administrativ historik
Socknen har medeltida ursprung.
Vid kommunreformen 1862 övergick socknens ansvar för de kyrkliga frågorna till Berghems församling och för de borgerliga frågorna bildades Berghems landskommun. Landskommunen uppgick 1952 i Västra Marks landskommun som 1971 uppgick i Marks kommun. Församlingen uppgick 2011 i Västra Marks församling.
1 januari 2016 inrättades distriktet Berghem, med samma omfattning som församlingen hade 1999/2000.  
Socknen har tillhört län, fögderier, tingslag och domsagor enligt vad som beskrivs i artikeln Marks härad. De indelta soldaterna tillhörde Älvsborgs regemente, Livkompaniet och Västgöta regemente, Elsborgs kompani.

## Geografi
Berghems socken ligger nordost om Varberg kring Viskan och med Öresjön i sydost. Socknen är en odlingsbygd i ådalen som omges av kuperad skogsbygd.

## Fornlämningar
Boplatser från stenåldern är funna. Från järnåldern finns gravar, stensättningar och resta stenar.

## Namnet
Namnet skrevs 1353 Biärgeem och kommer från kyrkbyn. Namnet innehåller berg och hem, 'boplats; gård'.